# Yeonsu-gu
Yeonsu-gu (en coréen : 연수구) est un arrondissement (gu) d'Incheon.

## Quartiers
Gyeyang est divisé en 10 quartiers (dong) :
- Ongnyeon-1-dong (옥련1동)
- Ongnyeon-2-dong (옥련2동)
- Seonhak-dong (선학동)
- Yeonsu-1-dong (연수1동)
- Yeonsu-2-dong (연수2동)
- Yeonsu-3-dong (연수3동)
- Cheonghak-dong (청학동)
- Dongchun-1-dong (동춘1동)
- Dongchun-2-dong (동춘2동)
- Dongchun-3-dong (동춘3동)
- Songdo-1-dong (송도1동)
- Songdo-2-dong (송도2동)

## Tourisme
- Le mont Cheongryangsan (청량산)[1]
- L'île d'Aamdo (아암도)[2]
- Le parc d'attractions de Songdo (송도유원지)[3]
- Le musée municipal de la ville d'Incheon (인천시립박물관)[4]
- Le mémorial du débarquement militaire d'Incheon (인천상륙작전기념관)[5]
- Le musée de Gacheon (가천박물관)[6]

## Jumelage
- Pyeongchang (Corée du Sud)
- Samcheok (Corée du Sud)
- Yesan (Corée du Sud)
- Wando (Corée du Sud)

### Pacte d'amitié
- Binhai New Area (Chine)